# Chaumeil
 Chaumeil  (en occitano Chaumélh) es una comuna y población de Francia, en la región de Lemosín, departamento de Corrèze, en el distrito de Tulle y cantón de Corrèze.
Su población en el censo de 2008 era de 159 habitantes.
Está integrada en la Communauté de communes des Monédières .

## Demografía
| 236 | 325 | 270 | 218 | 188 | 192 | 159 |
| Para los censos de 1962 a 1999 la población legal corresponde a la población sin duplicidades (Fuente: INSEE [Consultar]) |     |     |     |     |     |     |